# アプスウィープ

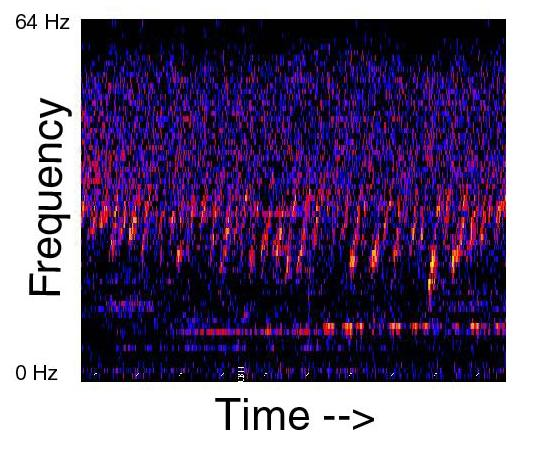
アプスウィープのスペクトログラム

座標: 南緯54度00分00秒 西経140度00分00秒 / 南緯54.000000度 西経140.000000度
アプスウィープ（英: Upsweep）とは、海中で観測された発生原因不明の低周波の音波のパターンに付けられた、音の名称である。なお、片仮名表記では、アプスイープ、アップスウィープ、アップスイープなどと書かれる場合もあるが、本稿では以降、アプスウィープに統一する。

## 概要
アプスウィープは、狭い周波数帯を数秒かけて周波数が上がるという音が、長い時間に渡って幾度も繰り返されるというパターンの音である。つまり、あるだいたい一定の狭い音域を、音高が数秒で上がるという変化を繰り返す音なのである。英単語の Upsweep は「なで上げる、上方へ曲がる」といった意味だが、周波数を縦軸に取り、時間を横軸に取った図にこの音を書き込むと、ちょうど左斜め下から右斜め上へという線が、幾度となく繰り返される。また、この音は太平洋のどこでも録音が可能なほど、強い音であった（ただし、後述のように近年は徐々に音が弱くなっている）。
アプスウィープには、季節的な変化があるようで、通常、春と秋にピークに達する。しかし、この季節的な変化の原因が、季節によって音の発生源が変わるせいなのか、季節によって海中の音の伝達条件が変わるせいなのか、はっきりとしない。
この音の発生源は、おおよそ南緯54度、西経140度付近である。この場所は、火山性地震の震源に近い場所だと考えられるのだが、この音の発生源が何であるかについては未解決の問題となっている。

## 歴史
アプスウィープは、SOSUS（水中マイク）によって検出され、録音された。この音の存在が、アメリカ海洋大気庁によって公表されたのは、1991年8月のことである。これは、SOSUS が元々、ソビエト連邦の潜水艦を発見するなどの軍事的な目的で作られた、水中の音を探知するための水中マイクであったため、長らく SOSUS の存在が秘匿されていたためである。SOSUS の存在を公式に認めたのは1991年であり、そのためアプスウィープの存在が公になったのも1991年である。
なお、この音の音強は、1991年以来、弱くなってきているものの、2011年現在も、この音は SOSUS で捕えられている
。

## 海洋の発生原因不明の音
海洋においては、アプスウィープ以外にも発生原因不明の音が観測されている。例えば、ホイッスル、スローダウン、トレイン、ブループ、ユリアといった音が挙げられる。